# Almeirim
Almeirim – miejscowość w Portugalii, leżąca w dystrykcie Santarém, w regionie Alentejo w podregionie Lezíria do Tejo. Miejscowość jest siedzibą gminy o tej samej nazwie.

## Demografia
| Liczba ludności gminy Almeirim (1801–2011) | Liczba ludności gminy Almeirim (1801–2011) | Liczba ludności gminy Almeirim (1801–2011) | Liczba ludności gminy Almeirim (1801–2011) | Liczba ludności gminy Almeirim (1801–2011) | Liczba ludności gminy Almeirim (1801–2011) | Liczba ludności gminy Almeirim (1801–2011) | Liczba ludności gminy Almeirim (1801–2011) | Liczba ludności gminy Almeirim (1801–2011) | Liczba ludności gminy Almeirim (1801–2011) |
| ------------------------------------------ | ------------------------------------------ | ------------------------------------------ | ------------------------------------------ | ------------------------------------------ | ------------------------------------------ | ------------------------------------------ | ------------------------------------------ | ------------------------------------------ | ------------------------------------------ |
| 1801                                       | 1849                                       | 1900                                       | 1930                                       | 1960                                       | 1981                                       | 1991                                       | 2001                                       | 2004                                       | 2011                                       |
| 1 318                                      | 4 602                                      | 13 688                                     | 12 808                                     | 18 011                                     | 21 154                                     | 21 380                                     | 21 957                                     | 22 617                                     | 23 376                                     |

## Sołectwa
Sołectwa gminy Almeirim (ludność wg stanu na 2011 r.)
- Almeirim - 12 812 osób
- Benfica do Ribatejo - 3067 osób
- Fazendas de Almeirim - 6949 osób
- Raposa - 548 osób